# Alexei Gussarow (Leichtathlet)
Alexei Gussarow (* 18. Februar 1995) ist ein kasachischer Leichtathlet, der im Mittel- und Langstreckenlauf an den Start geht.

## Sportliche Laufbahn
Erste Erfahrungen bei internationalen Meisterschaften sammelte Alexei Gussarow im Jahr 2014, als er bei den Juniorenasienmeisterschaften in Taipeh im 1500-Meter-Lauf in 3:57,56 min den vierten Platz belegte und über 800 Meter im Vorlauf disqualifiziert wurde und mit der kasachischen 4-mal-400-Meter-Staffel in 3:16,02 min auf Rang acht gelangte. 2017 klassierte er sich bei den Asienmeisterschaften in Bhubaneswar in 3:53,14 min auf dem achten Platz über 1500 Meter und schied im 800-Meter-Lauf mit 1:56,26 min in der Vorrunde aus. Bei den Halbmarathon-Weltmeisterschaften 2018 in Valencia erreichte er nach 1:09:49 h Rang 129 und im Sommer nahm er erstmals an den Asienspielen in Jakarta teil, bei denen er über 1500 Meter aber mit 3:52,43 min im Vorlauf scheiterte. 2023 belegte er bei den Hallenasienmeisterschaften in Astana in 8:22,52 min den siebten Platz im 3000-Meter-Lauf.
In den Jahren von 2016 bis 2018 sowie 2021 und 2022 wurde Gussarow kasachischer Meister im 1500-Meter-Lauf sowie 2016 auch im 5000-Meter-Lauf und 2018 über 800 Meter. Zudem wurde er 2020 Hallenmeister über 1500 Meter und 2022 über 3000 Meter. 

## Persönliche Bestzeiten
- 800 Meter: 1:52,08 min, 4. Juli 2018 in Almaty
  - 800 Meter (Halle): 1:55,14 min, 5. Februar 2017 in Öskemen
- 1500 Meter: 3:50,93 min, 29. Juni 2018 in Almaty
  - 1500 Meter (Halle): 3:54,53 min, 26. Januar 2023 in Astana
  - 3000 Meter (Halle): 8:22,52 min, 12. Februar 2023 in Astana
- 5000 Meter: 14:53,59 min, 26. Mai 2019 in Almaty
- Halbmarathon: 1:08:54 h, 27. März 2022 in Istanbul